# 1,1′-Bis(diphenylphosphino)ferrocen
1,1'-Bis(diphenylphosphino)ferrocen, kurz dppf, ist eine metallorganische Verbindung. Sie besitzt ein Ferrocengrundgerüst, an dessen Cyclopentadienylringen jeweils eine Diphenylphosphinogruppe substituiert ist. Dppf ist ein zweizähniger Chelatligand, der über seine Phosphoratome an Metallionen komplexiert.

## Verwendung
Dppf kann als Phosphanligand in einer Reihe metallorganischer Kreuzkupplungen verwendet werden. Er zeichnet sich im Vergleich zu ähnlichen Liganden wie dppm, dppe und dppp durch einen größeren Bisswinkel aus.